# إيراتوموماب
إيراتوموماب هو جسم مضاد وحيد النسيلة بشري يستخدم في علاج لمفومة هودجكين، طورته ميداركس [الإنجليزية].